# Léon Vuillemain
Léon Vuillemain, né le 22 mars 1915 à Mogador – aujourd'hui Essaouira au Maroc – et décédé le 10 octobre 1974 à Dijon à l’âge de cinquante-neuf ans, est un militaire français qui fut un as de l'aviation au cours de la Seconde Guerre mondiale.
Entré dans l’Armée de l’air en 1935 et breveté pilote en décembre de la même année, Léon Vuillemain fut muté sur la base aérienne 112 de Reims en 1937. Il était sous-officier pilote affecté au groupe de chasse I/5 en 1939-1940, unité au sein de laquelle il remporta de nombreuses victoires. Replié en Afrique française du Nord après l’armistice, il abattit un Vickers Wellington britannique le 28 août 1942. Combattant aux côtés des Américains après le débarquement allié en Afrique du Nord, il descendit un bombardier Junkers Ju 88 au large d’Oran. Intégrant en Grande-Bretagne en 1944 le groupe II/2 « Berry », il y retrouva Jean Accart son commandant. Il devint officier en 1944.
Il travailla au centre d’essais en vol de Marignane jusqu’en 1946 puis passa au groupe aérien d’entraînement et de liaison (GAEL) du Bourget jusqu’à son départ en 1947 pour le Maroc (Meknès puis Casablanca). Après des problèmes de santé, il regagna la France puis repartit au Maroc, à Fès, en 1958. Nommé à Dijon en 1961, il fit valoir ses droits à la retraite et quitta le service en 1962. Il était alors lieutenant-colonel.
Titulaire de la croix de guerre 1939-1945 avec plusieurs palmes, Léon Vuillemain termina la guerre avec onze victoires sûres – dont une remportée contre un avion de la Royal Air Force – et quatre probables.